# Пчёвжа (посёлок)
Пчёвжа  — посёлок в Киришском районе Ленинградской области. Административный центр Пчёвжинского сельского поселения.

## Название
Посёлок получил наименование Вытяжно́й, так как здесь вытягивали на берег сплавляющийся лес и осуществляли его погрузку на железнодорожные платформы.
Позднее был переименован по названию реки.

## История
Согласно карте Ф. Ф. Шуберта в 1844 году близ места расположения современного посёлка находился Погост Пчовжо-Никольский. Сейчас это старое кладбище деревни Белая.
На «Военно-топографической карте Новгородской губерний» 1890 года на месте будущего посёлка обозначена деревня Бор из 10 крестьянских дворов.
Согласно данным переписи населения СССР 1926 года на станции Пчёвжа проживал 2041 человек.
Посёлок при железнодорожной станции Пчёвжа учитывается областными административными данными в составе Бельского сельсовета Будогощенского района с 1 августа 1927 года.
С 1 января 1932 года — в составе Киришского района.
Современный посёлок Пчёвжа возник как центральный пункт Киришского леспромхоза, учреждённого в 1932 году.
- Посёлок при станции Пчёвжа. 1937 год

Согласно данным переписи населения СССР 1939 года в населённом пункте ж.д. ст. Пчёвжа проживали 149 мужчин и 125 женщин, всего 274 человека.
Посёлок Вытяжной учитывается областными административными данными в составе Бельского сельсовета Киришского района вместо посёлка при железнодорожной станции Пчёвжа с 1 января 1946 года.
С 1954 года в составе Горчаковского сельсовета.
С 1963 года в составе Волховского района.
С 1965 года вновь в составе Киришского района.
По данным 1966 и 1973 годовадминистративным центром Горчаковского сельсовета являлся посёлок Пчёвжа.
По данным 1990 года в посёлке Пчёвжа проживали 1853 человека. Посёлок являлся административным центром Пчёвжинского сельсовета в который входили 7 населённых пунктов: деревни Белая, Березняк, Борутино, Горчаково, Железная Гора, Порог; посёлок Пчёвжа, общей численностью населения 2199 человек.
В 1997 году в посёлке Пчёвжа Пчёвжинской волости проживали 1559 человек, в 2002 году — 1270 человек (русские — 97 %).
В 2007 году в посёлке Пчёвжа Пчёвжинского СП — 1345.

## География
Посёлок расположен в юго-восточной части района на автодороге 41К-115 (Кириши — Будогощь — Смолино).
Расстояние до районного центра — 33 км.
В посёлке находится железнодорожная станция Пчёвжа на линии Мологского направления (Мга — Хвойная — Овинище).
Посёлок находится на реке Пчёвжа. Через посёлок протекает ещё одна река — Гажица.

## Демография
| 2007 | 2010  | 2017  |
| ---- | ----- | ----- |
| 1345 | ↘1041 | ↗1288 |

### Национальный состав
Согласно данным Всероссийской переписи населения 2021 года в посёлке проживали 1140 человек, из них:
 русские — 1104, украинцы — 7, таджики — 4, белорусы — 2, гагаузы — 2, азербайджанцы — 1, коми — 1, татары — 1, удмурты — 1, цыгане — 1, другие национальности — 4 человека, остальные национальность не указали.

## Инфраструктура
Посёлок застроен преимущественно деревянными домами, хотя имеются и каменные. Застройка довольно плотная и по большей части беспорядочная. Достопримечательносетй нет. Основное занятие населения Пчёвжи — лесоразработки, ведущиеся в окрестностях посёлка. Лесовозные узкоколейки, по которым раньше лес с разработок доставлялся на железнодорожную станцию Пчёвжа, на сегодняшний день не действуют.

## Улицы
Андрея Голенка, Боровая, Вокзальная, Восточная, Гагарина, Железнодорожная, Западная 1-я, Западная 2-я, Клубная, Комарова, Комсомольская, Ленинградская, Лесная, Московская, Набережная 1-я, Набережная 2-я, Огородная, Октябрьская, Первомайская, Пионерская, Промышленная, Речная, Садовая, Северная, Совхозная, Сосновая, Узкоколейная, Южная.